# Забастовка на «Скайлэбе»

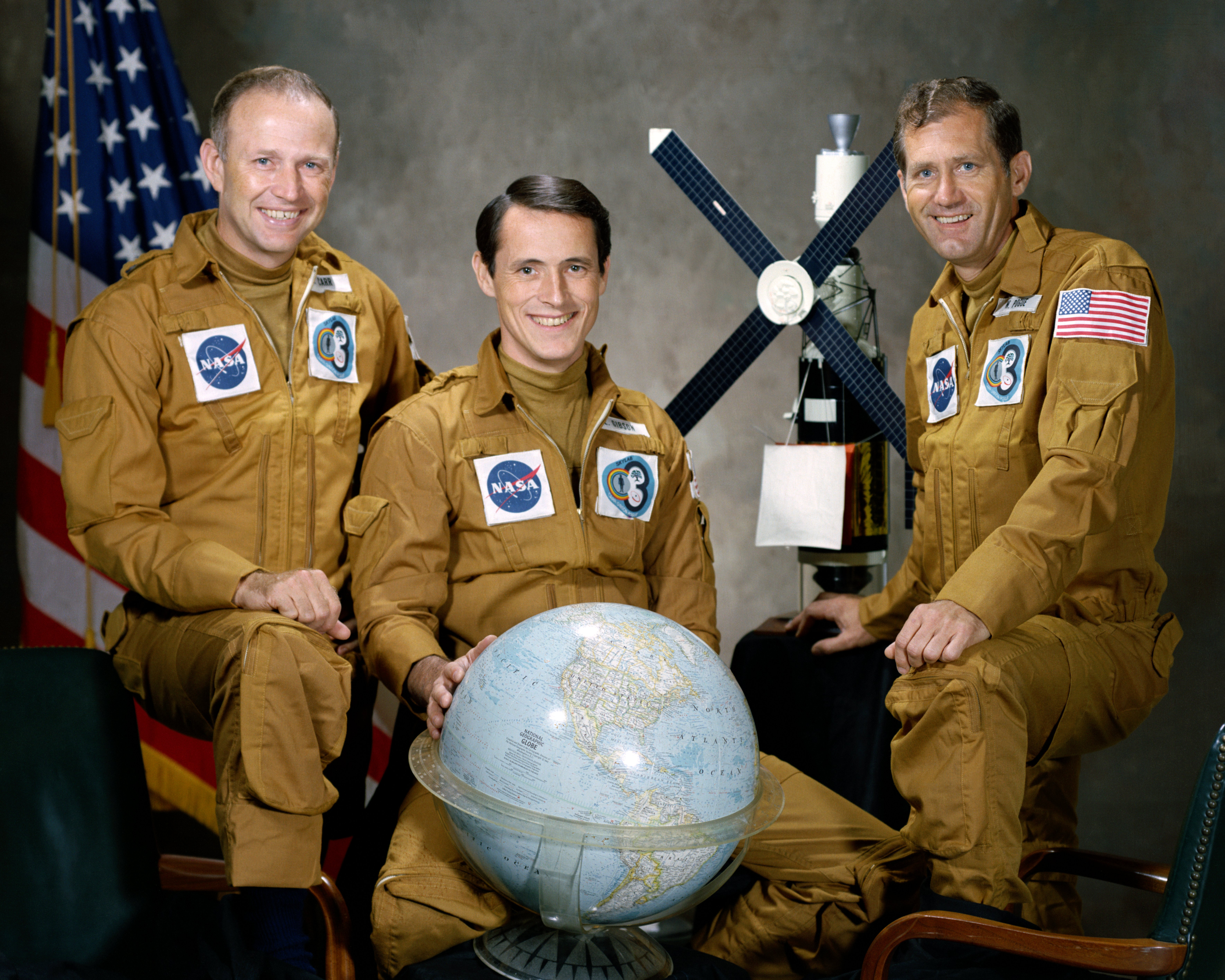
Джеральд Карр, Эдвард Гибсон, и Уильям Поуг, август 1973

Забастовка на «Скайлэбе» — забастовка экипажа космической станции «Скайлэб-4», занявшая целый день 28 декабря 1973 года и прошедшая во время последней миссии программы «Скайлэб». Экипаж из трёх человек, Джеральда Карра, Эдварда Гибсона и Уильяма Поуга, выключил радиосвязь с наземным пунктом управления НАСА. Они отказались от коммуникаций с центром управления полётом в этот период и провели день, отдыхая и глядя на Землю. Когда связь возобновилась, прошло несколько дискуссий между экипажем и НАСА, и миссия продолжилась ещё несколько недель до возвращения на Землю. Эта 84-дневная миссия была последней в программе «Скайлэб», и больше американские астронавты не ступали на космическую станцию в течение двух десятилетий, до запуска программы «Мир — Шаттл» в 1990-х годах.
Событие, которое на данный момент является единственной забастовкой, происшедшей в космосе, было обширно изучено в различных областях деятельности, в том числе космической медицины, командного менеджмента и психологии. Человеко-часы в космосе были и остаются крайне дорогостоящими; один день на «Скайлэб» стоил около $20 млн в долларах 2010 года. Забастовка также повлияла на планирование будущих космических миссий, особенно долгосрочных.
Некоторые источники, включая книгу Дэвида Хитта «Homesteading Space», сомневаются в том, что команда целенаправленно прекратила контакт с управлением полётами.

## Предпосылки и причины
Поведенческие проблемы во время полёта должны учитываться при планировании миссии, потому что они могут привести к провалу миссии. В НАСА изучали факторы, влиявшие на социальную динамику экипажа, такие как моральный дух, управление стрессом и то, как они решают проблемы как команда на таких заданиях, как HI-SEAS. Каждая миссия «Скайлэб» двигала космическую медицину всё дальше в неизвестность, и было затруднительно прогнозировать реакцию организма человека на длительное состояние невесомости. Первая пилотируемая миссия «Скайлэб-2» поставила рекорд по длительности пребывания в космосе в 28 дней, а «Скайлэб-3» удвоил его до 59 дней.
Три экипажа по три человека постепенно увеличивали количество времени в космосе (28, 59, а после и 84 дня), начиная с запуска на орбиту на ракете «Сатурн-1Б» и полёта корабля «Аполлон» к станции. Забастовка произошла во время последней, самой длительной миссии..
Экипаж «Скайлэб-3» закончил всю свою работу вовремя и просил больше работы — это, возможно, и повлияло на более высокие ожидания НАСА от следующего экипажа. Однако следующий экипаж полностью состоял из «новичков» (для каждого это был первый полёт в космос) и, возможно, не имел тех же представлений о рабочей нагрузке, что и предыдущий экипаж. Обе предыдущие команды состояли из ветеранов, и в обеих командах был астронавт с опытом полета на Луну. Ещё одним фактором стало то, что астронавты-новички скрывали все проблемы, которые у них были с управлением миссией, что привело к ещё большему психологическому напряжению. Команду стало всё больше и больше напрягать то, что все часы их миссии плотно расписаны.

«Нам нужно больше времени для отдыха. Нам нужно расписание, которое не так сильно забито. Мы не хотим упражняться после еды. Мы хотим, чтобы всё было под контролем».— Джеральд Карр

## Событие
НАСА продолжило загружать экипаж как и во время короткой миссии «Скайлэб-3», и выполнение исследований отстало от расписания. На шестой неделе после старта экипаж объявил о своей забастовке и отключил связь с наземным пунктом управления, начиная с 28 декабря 1973 года.

«Мы никогда бы не стали работать по 16 часов в день в течение 84 дней подряд на земле, и от нас не стоит ожидать этого здесь, в космосе».— Джеральд Карр, перед забастовкой
Астронавты прекратили работу; Гибсон провёл день на консоли управления солнечными панелями «Скайлэб», а Карр и Поуг проводили время в кают-компании, глядя в окно.

## Последствия
На тот момент ранее никто не проводил шесть недель в космосе, поэтому не были известны психологические последствия таких условий. НАСА тщательно работало с запросами экипажа, снизив их загруженность в течение следующих шести недель. Событие поставило перед НАСА новые вопросы и заботы с отбором астронавтов, которые становятся вновь актуальными в настоящее время, когда человечество рассматривает пилотируемые миссии к Марсу и возвращение на Луну.
После забастовки было много попыток определить причину или преуменьшить происшедшее. Тем не менее, из неё были извлечены уроки, призванные уравновешивать загрузку с психологией и уровнем стресса экипажа. Один из факторов, который влияет на планирование, — это уроки, извлечённые из прошлых инцидентов. Желание скрыть проблему (чтобы избежать выговора и других последствий) сталкивается здесь с необходимостью дать честную оценку проблемам и предотвратить их причины.
Среди осложняющих факторов было взаимодействие между руководством и подчинёнными (см. также пожар «Аполлона-1» и Катастрофа шаттла «Челленджер»). На «Скайлэб-4» одна из проблем заключалась в том, что команда пыталась работать ещё напряжённее, так как отставала от своих планов, что увеличивало уровень стресса. Хотя никто из астронавтов миссии больше не вернулся в космос, в этом десятилетии последовал только один пилотируемый полёт НАСА, а «Скайлэб» стал первой и последней полностью американской космической станцией. НАСА планировало создать космические станции больших размеров, но его бюджет значительно уменьшился после высадок на Луну, и орбитальная станция «Скайлэб» стала единственным реализованным крупным проектом в рамках «Apollo Applications Program».
Финальная миссия «Скайлэб» хорошо известна как из-за забастовки, так и из-за большого объёма работ, которые были выполнены в долгосрочной миссии. «Скайлэб» провёл на орбите ещё шесть лет перед сходом с орбиты в 1979 году из-за более высокой, чем ожидалось, солнечной активности. Следующим американским космическим полётом была миссия «Союз — Аполлон» в 1975 году, а затем, после некоторого перерыва, — STS-1 в 1981-м — первый орбитальный полёт МТКК «Space Shuttle».
Забастовка является показательным примером синдрома «нас» против «них» в области космической медицины. Психология экипажа стала предметом изучения в таких исследованиях как «Марс-500», с особым акцентом на поведении экипажа, которое может вызвать провал миссии или другие проблемы. Одним из последствий забастовки на «Скайлэб» является то, что по крайней мере один член экипажа Международной космической станции должен быть ветераном, совершающим не первый космический полёт в своей жизни.
84-дневное пребывание в космосе миссии «Скайлэб-4» стало рекордом среди пилотируемых космических полётов, который был побит астронавтом НАСА лишь спустя два десятилетия (советские космонавты побили этот рекорд намного раньше, отправившись на станцию «Салют-6» на корабле «Союз-26» в декабре 1977 года и вернувшись через 96 суток на «Союзе-27» 16 марта 1978 года). В 1995 году астронавт НАСА Норман Тагард побил в США рекорд, проведя 114 дней на станции «Мир» в рамках «программы Мир — Шаттл». На счёт США было записано много часов в космосе с начала запуска программы STS, но полеты шаттлов были гораздо короче миссий «Скайлэб»; самой длинной миссией «Шаттла» была STS-80, которая прошла 17 дней и 8 часов и состоялась в декабре 1996 года. До первого пилотируемого полёта на «Скайлэб», миссии «Скайлэб-2», максимальной продолжительностью полёта у США было 14 дней (330 часов 35 минут) у «Джемини-7», когда два человека пробыли в космосе с 4 по 18 декабря 1965 года.

## Точность
Некоторые источники, включая «Homesteading Space», сомневаются в том, что команда целенаправленно прекратила контакт с центром управления полётами. Эта книга была написана историком космонавтики Дэвидом Хиттом в соавторстве с бывшими астронавтами Оуэном Гэрриоттом и Джозефом П. Кервином.